# 伊東長昌
伊東 長昌（いとう ながまさ）は、安土桃山時代から江戸時代前期にかけての武将、大名。備中国岡田藩2代藩主。伊東長実の次男。

## 生涯
文禄2年（1593年）、伊東長実の次男として生まれる。
幼少時から徳川家康の家臣として仕えたが、後に豊臣秀頼の家臣となる。大坂の陣では豊臣方として父と共に戦ったが敗れ、自害しようとしたが、家康の制止を受けて許され、以後は徳川氏の家臣となった。この処置は異例であり、スパイ的な活動を行っていたのではないかとも考えられている。
寛永6年（1629年）の父の死去により家督を相続した。
寛永17年（1640年）9月18日に死去した。享年48。跡を長男・長治が継いだ。

## 系譜
- 父：伊東長実（1560-1629）
- 母：神子田正治の娘
- 正室：板倉勝重の養女 - 中島重次の娘
  - 長男：伊東長治（1628-1658）
- 生母不明の子女
  - 女子：駿河某室
  - 女子：本堂栄親継室